# Klaus Meine
Klaus Meine (n. 25 mai 1948) este un cântăreț german, cunoscut mai ales ca vocalist principal al formației heavy metal Scorpions. În afară de chitaristul Rudolf Schenker, el este unicul membru al formației care apare pe fiecare album, în pofida faptului că s-a alăturat grupului abia în 1970.